# Galago rondoensis
El gálago de Rondo (Paragalago rondoensis, anteriormente Galago rondoensis) es una especie de primate estrepsirrino perteneciente a la familia Galagidae.

## Distribución geográfica y hábitat
Es endémico de Tanzania. Su hábitat es el bosque seco tropical y subtropical.

## Estado de conservación
Se encuentra críticamente amenazado por la pérdida extrema de su hábitat. Se incluye en la lista de Los 25 primates en mayor peligro del mundo.